# フレデリック・ブースビー
フレデリック・エリアザー・ブースビー(Frederic Eleazer Boothby、1845年12月3日 - 1923年1月)は、アメリカ合衆国の政治家。メイン州ノーウェイで生まれ、ウォーターヴィルのウォーター・アカデミーで学んだ。ポートランドに引っ越し、1901年にポートランド市長に選出された。1902年と1903年に再選された。1904年、シカゴで行われた共和党全国大会に出席し、セオドア・ルーズベルトを支持した。メイン中央鉄道会社に務め、様々な役職に就いた。米国聖公会教徒であった。1916年、ウォーターヴィル市長に選出され、1年間務めた。